# Concertación de Partidos por la Democracia

Symbol der Concertación war ein Regenbogen

Die Concertación de Partidos por la Democracia (kurz auch nur Concertación; deutsch Koalition der Parteien für die Demokratie) war ein Bündnis von Mitte-links-Parteien in Chile, das von 1988 bis 2013 bestand. Sie ging aus dem Oppositionsbündnis Concertación de Partidos por el No hervor, das beim Plebiszit von 1988 für freie Wahlen eintrat (und gegen eine Verlängerung der Diktatur, deshalb «No»). Seit dem Ende der Militärdiktatur unter Augusto Pinochet kamen zwischen 1990 und 2010 mit Patricio Aylwin, Eduardo Frei, Ricardo Lagos und Michelle Bachelet bis zur Präsidentschaft von Sebastián Piñera alle chilenischen Präsidenten aus dem Lager der Concertación. Zusammen mit anderen Parteien bildeten die Concertación im Jahr 2013 das Bündnis Nueva Mayoría.

## Mitgliedsparteien
Folgende Parteien bildeten die Concertación:
- Partido Demócrata Cristiano, PDC (Christlich-Demokratische Partei Chiles)
- Partido por la Democracia, PPD (Partei für Demokratie)
- Partido Socialista de Chile, PS (Sozialistische Partei Chiles)
- Partido Radical Social Demócrata, PRSD (Radikale Sozialdemokratische Partei)

Die gemäßigten Linksparteien PS und PPD sind etwa so stark wie die christdemokratische PDC. Deshalb fiel der wesentlich kleineren PRSD oft eine entscheidende Rolle zu. Auch der Sitz des Parteienbündnisses befand sich am Sitz der PRSD im Barrio París-Londres im Stadtzentrum von Santiago de Chile.

## Wahlergebnisse
Quelle: 
Anders als in Deutschland gibt es in Chile beim Wahlverhalten große Unterschiede zwischen den Geschlechtern. Bei allen wichtigen nationalen Wahlen seit 1989 haben Frauen tendenziell rechter gewählt und Männer eher links. Bei der Präsidentschaftswahl 2005 konnte die linke Kandidatin Bachelet diese Tendenz umkehren.

### Präsidentschaftswahlen
| Allianz           | 1989                                | 1993                     | 1999 (Stichwahl 2000)         | 2005 (Stichwahl 2006)                                      |
| ----------------- | ----------------------------------- | ------------------------ | ----------------------------- | ---------------------------------------------------------- |
| Concertación      | 55,2 % (Aylwin, PDC)                | 57,9 % (Frei, PDC)       | 47,96 % (51,3 %) (Lagos, PS)  | 46,0 % (54 %) (Bachelet, PS)                               |
| Alianza por Chile | 29,4 % / 15,4 % (Büchi / Errázuriz) | 24,3 % (Alessandri, UDI) | 47,51 % (48,7 %) (Lavín, UDI) | 25,4 % / 23,2 % (46 %) (Piñera, RN / Lavín, UDI, (Piñera)) |

### Abgeordnetenhaus
| Allianz           | Partei | 1989      | 1993      | 1997      | 2001      | 2005        |
| ----------------- | ------ | --------- | --------- | --------- | --------- | ----------- |
| Concertación      | PDC    | 38 (26 %) | 37 (27 %) | 38 (23 %) | 31 (25 %) | 20          |
| Concertación      | PS     | –         | 15 (12 %) | 11 (11 %) | 10 (10 %) | 16          |
| Concertación      | PPD    | 16 (11 %) | 15 (12 %) | 16 (13 %) | 20 (13 %) | 22          |
| Concertación      | PRSD   | 0 (0 %)   | –         | 4 (3 %)   | 6 (4 %)   | 7           |
| zusammen          |        | 69 (51 %) | 70 (55 %) | 69 (51 %) | 62 (48 %) | 65 (51,8 %) |
| Alianza por Chile | UDI    | 11 (10 %) | 15 (12 %) | 17 (14 %) | 31 (25 %) | 34          |
| Alianza por Chile | RN     | 29 (18 %) | 29 (16 %) | 23 (17 %) | 18 (14 %) | 20          |
| zusammen          |        | 48 (34 %) | 50 (37 %) | 47 (36 %) | 57 (44 %) | 54 (38,7 %) |

### Senat
Der Senat wurde 1989 komplett gewählt (38 gewählt). Dazu kamen 9 ernannte Senatoren (seit 2006 abgeschafft), die meist auf der Seite der Alianza standen. Im folgenden wurden in den Jahren 1993, 2001, 2009 … in den Regionen I., III., V., VII., IX., XI. gewählt und in den Jahren 1997, 2005, … in den Regionen II., IV. VI., VIII., X., XII. und Metropolitana. Die Regionen I.–IV. und X.–XII. stellen dabei je zwei Senatoren und die Regionen V.–IX. und Metropolitana je vier. Deshalb werden abwechselnd 18 und 20 Senatssitze neu gewählt. Gewählt wird ebenfalls nach dem binomialen Wahlsystem. Bisher wurde bei jeder Wahl in jeder Region die Senatssitze symmetrisch an die Concertación und die Alianza pro Chile (bzw. deren Vorläuferbündnisse) vergeben, außer
- 1989 in der VI. Region (O’Higgins): 2 Concertación, 0 Alianza
- 1989 in der VII. Region (Maule): 3 Concertación, 1 Alianza
- 1989 in der XII. Region (Magallanes): 2 Concertación, 0 Alianza
- 1993 in der VII. Region (Maule): 4 Concertación, 2 Alianza
- 1997 in der XIII: Region (Bío Bío): 3 Concertación, 1 Alianza

| Allianz              | Partei | 1989 (38 Sitze) | 1993 (18) | 1997 (20) | 2001 (18) | 2005 (20)   |
| -------------------- | ------ | --------------- | --------- | --------- | --------- | ----------- |
| Concertación         | PDC    |                 |           |           | 12        | 6           |
| Concertación         | PS     |                 |           |           |           |             |
| Concertación         | PPD    |                 |           |           |           |             |
| Concertación         | PRSD   |                 |           |           |           |             |
| zusammen neu gewählt |        | 22              | 10        | 11        | 10        | 11 (55,7 %) |
| Sitze im Senat       |        | 22              | 22        | 21        | 20        | 20          |
| Alianza por Chile    | UDI    |                 |           |           |           |             |
| Alianza por Chile    | RN     |                 |           |           |           |             |
| zusammen neu gewählt |        | 16              | 8         | 9         | 8         | 8 (37,2 %)  |
| Sitze im Senat       |        | 16              | 16        | 17        | 18        | 18          |